# Selección de fútbol de Niza
La Selección de fútbol de Niza es la selección representativa del Condado de Niza, un condado francés, en dicha disciplina. Está afiliada con la ConIFA y participó en la primera competición creada por ellos.

## Niza en las competiciones

### Copa Mundial de ConIFA
| Año   | Posición         | PJ               | PG               | PE               | PP               | GF               | GC               | DG               |
| ----- | ---------------- | ---------------- | ---------------- | ---------------- | ---------------- | ---------------- | ---------------- | ---------------- |
| 2014  | 1.º              | 5                | 4                | 0                | 1                | 8                | 5                | +3               |
| 2016  | No participó     | No participó     | No participó     | No participó     | No participó     | No participó     | No participó     | No participó     |
| 2018  | No participó     | No participó     | No participó     | No participó     | No participó     | No participó     | No participó     | No participó     |
| 2020  | Evento cancelado | Evento cancelado | Evento cancelado | Evento cancelado | Evento cancelado | Evento cancelado | Evento cancelado | Evento cancelado |
| Total | 1/4              | 5                | 4                | 0                | 1                | 8                | 5                | +3               |

### Copa Europa de ConIFA
| Año   | Posición       | PJ             | PG             | PE             | PP             | GF             | GC             | DG             |
| ----- | -------------- | -------------- | -------------- | -------------- | -------------- | -------------- | -------------- | -------------- |
| 2015  | 2.º            | 4              | 3              | 0              | 1              | 11             | 8              | +3             |
| 2017  | No participó   | No participó   | No participó   | No participó   | No participó   | No participó   | No participó   | No participó   |
| 2019  | Se retiró      | Se retiró      | Se retiró      | Se retiró      | Se retiró      | Se retiró      | Se retiró      | Se retiró      |
| 2022  | Por disputarse | Por disputarse | Por disputarse | Por disputarse | Por disputarse | Por disputarse | Por disputarse | Por disputarse |
| Total | 1/3            | 4              | 3              | 0              | 1              | 11             | 8              | +3             |

## Partidos

### Copa Mundial ConIFA
| Fecha      | Lugar             |      | Rival           | Resultado |
| ---------- | ----------------- | ---- | --------------- | --------- |
| 02-06-2014 | Östersund, Suecia | Niza | Ellan Vannin    | 2 - 4     |
| 03-06-2014 | Östersund, Suecia | Niza | Nagorno Karabaj | 1 - 0     |
| 04-06-2014 | Östersund, Suecia | Niza | Padania         | 2 - 1     |
| 06-06-2014 | Östersund, Suecia | Niza | Osetia del Sur  | 3 - 0     |
| 08-06-2014 | Östersund, Suecia | Niza | Ellan Vannin    | 5 - 3     |

### Copa Europa de ConIFA
| Fecha      | Lugar             |      | Rival        | Resultado |
| ---------- | ----------------- | ---- | ------------ | --------- |
| 17-06-2015 | Debrecen, Hungría | Niza | País Székely | 3 - 2     |
| 19-06-2015 | Debrecen, Hungría | Niza | Felvidék     | 4 - 1     |
| 20-06-2015 | Debrecen, Hungría | Niza | Ellan Vannin | 3 - 1     |
| 21-06-2015 | Debrecen, Hungría | Niza | Padania      | 1 - 4     |

### Otros partidos
| Fecha      | Lugar           |      | Rival                         | Resultado |
| ---------- | --------------- | ---- | ----------------------------- | --------- |
| 25-05-2015 | Niza, Francia   | Niza | Desafío Príncipe Rainiero III | 4 - 2     |
| 17-06-2017 | Niza, Francia   | Niza | AS Cannes                     | 2 - 0     |
| 28-03-2019 | Niza, Francia   | Niza | O. G. C. Nice                 | 2 - 2     |
| 29-05-2019 | Grasse, Francia | Niza | RC Grasse                     | 1 - 3     |